# Variété projective
En géométrie algébrique, les variétés projectives forment une classe importante de variétés. Elles vérifient des propriétés de compacité et des propriétés de finitude. C'est l'objet central de la géométrie algébrique globale. 
Sur un corps algébriquement clos, les points d'une variété projective sont les points d'un ensemble algébrique projectif. 

## Définition
On fixe un corps (commutatif) k. 
- Algèbre homogène. Soit B le quotient de {\displaystyle k[T_{0},\ldots ,T_{n}]} par un idéal {\displaystyle I} homogène (c.-à-d. idéal engendré par des polynômes homogènes). C'est alors une algèbre graduée

où {\displaystyle B_{d}} est l'ensemble des classes modulo I des polynômes homogènes de degrés {\displaystyle d}. Les éléments de {\displaystyle B_{d}} sont appelés des éléments homogènes de degré {\displaystyle d}. Un idéal homogène de B est un idéal engendré par des éléments homogènes. Un idéal homogène particulier est {\displaystyle B_{+},} ensemble des éléments homogènes de degré strictement positif. C'est l'idéal maximal engendré par les classes des {\displaystyle T_{0},\ldots ,T_{n}}.
- Espace topologique. Par définition, l'ensemble {\displaystyle {\rm {Proj}}B} est constitué des idéaux premiers homogènes de B ne contenant pas {\displaystyle B_{+}} (donc strictement contenus dans {\displaystyle B_{+}}) et maximaux pour cette propriété. Pour tout idéal homogène I, on note {\displaystyle V_{+}(I)} l'ensemble des idéaux premiers {\displaystyle q} dans {\displaystyle {\rm {Proj}}B} contenant I. Lorsque l'on fait varier les I, les parties {\displaystyle V_{+}(I)} de {\displaystyle {\rm {Proj}}B} constituent les parties fermées de la topologie de Zariski sur {\displaystyle {\rm {Proj}}B}.
- Une base de topologie. Si f est un élément homogène, on note {\displaystyle D_{+}(f)} le complémentaire de {\displaystyle V_{+}(fB)}. C'est un ouvert principal. Les ouverts principaux constituent une base de topologie. De plus, l'espace topologique {\displaystyle D_{+}(f)} est homéomorphe au spectre maximal {\displaystyle {\rm {Spm}}(B_{(f)})}, où {\displaystyle B_{(f)}} est l'ensemble des éléments de la localisation {\displaystyle B_{f}} qui peuvent être représentés par une fraction {\displaystyle b/f^{m}} avec b homogène de degré {\displaystyle m\deg f}. L'algèbre {\displaystyle B_{(f)}} est de type fini sur k.
- Proposition. Il existe une unique structure de variété algébrique sur {\displaystyle {\rm {Proj}}B} telle que pour tout f homogène, la sous-variété ouverte {\displaystyle D_{+}(f)} soit isomorphe à la variété affine {\displaystyle {\rm {Spm}}B_{(f)}}.
- Définition. Une variété projective sur k est une variété algébrique sur k isomorphe à {\displaystyle {\rm {Proj}}B} pour une k-algèbre homogène B.
- Une variété quasi-projective est une sous-variété ouverte d'une variété projective. Toute variété affine se plonge comme sous-variété ouverte dans une variété projective. Ainsi toute variété quasi-affine est quasi-projective.

## Exemples
- La variété projective {\displaystyle {\rm {Proj}}k[T_{0},\ldots ,T_{n}]} s'appelle l'espace projectif de dimension n sur k. On note cette variété {\displaystyle \mathbb {P} _{k}^{n}} ou {\displaystyle \mathbb {P} _{n}}. Elle est réunion des {\displaystyle n+1} ouverts {\displaystyle D_{+}(T_{i})} qui sont isomorphes à l'espace affine Spm {\displaystyle k[X_{1},\ldots ,X_{n}]}. Ses points sur k sont exactement les points de l'espace projectif de dimension n sur k. Sa dimension de Krull est n.
- Si f est un polynôme homogène à {\displaystyle n+1} variables et non nul. Alors {\displaystyle {\rm {Proj}}(k[T_{0},\ldots ,T_{n}]/(f))} est une hypersurface de {\displaystyle \mathbb {P} _{k}^{n}}, donc de dimension {\displaystyle n-1}. Pour {\displaystyle n=2}, on obtient alors une courbe plane projective. C'est notamment le cas des courbes de Fermat (avec {\displaystyle f=T_{0}^{p}+T_{1}^{p}+T_{2}^{p}} et {\displaystyle p>2}) et des courbes elliptiques.

## Propriétés
- Si B est une algèbre homogène, quotient de {\displaystyle k[T_{0},\ldots ,T_{n}]}, alors {\displaystyle {\rm {Proj}}B} est une sous-variété fermée de l'espace projectif {\displaystyle \mathbb {P} _{k}^{n}}. Inversement, on montre que toute sous-variété fermée d'un espace projectif (ou d'une variété projective) est une variété projective.
- Le produit de deux variétés projectives est une variété projective. Cela résulte du plongement de Segre qui identifie le produit {\displaystyle \mathbb {P} _{k}^{n}\times _{k}\mathbb {P} _{k}^{m}} à une sous-variété fermée de {\displaystyle \mathbb {P} _{k}^{nm+n+m}}.
- Toute variété projective est séparée, et propre sur k.
- Tout morphisme d'une variété projective dans une variété algébrique séparée est une application fermée.
- Si k = ℝ ou ℂ, la variété topologique {\displaystyle \mathbb {P} _{k}^{n}} est compacte. Pour toute variété projective X sur k, l'ensemble {\displaystyle X(k)} des k-points de X est alors une partie fermée (pour la topologie de la variété topologique) {\displaystyle \mathbb {P} _{k}^{n}}. En particulier, {\displaystyle X(k)} est compact pour la topologie induite.
- Pour l'espace projectif {\displaystyle \mathbb {P} _{k}^{n}}, on montre aisément que l'algèbre O({\displaystyle \mathbb {P} _{k}^{n}}) des fonctions régulières sur {\displaystyle \mathbb {P} _{k}^{n}} est égale à k (c.-à-d. les seules fonctions régulières globales sont les fonctions constantes). Pour une variété projective X en général, la k-algèbre {\displaystyle O_{X}(X)} est de dimension vectorielle finie. C'est un cas particulier du théorème de Serre sur la cohomologie des faisceaux cohérents. Les variétés projectives sont ainsi à rapprocher des espaces analytiques (complexes) compacts.
- Il en résulte qu'une variété projective qui est aussi affine est nécessairement constituée d'un nombre fini de points (c.-à-d. de dimension 0).